# Ivan Monteiro de Barros Lins
Ivan Monteiro de Barros Lins (* 16. April 1904 in Belo Horizonte; † 16. Juni 1975 in Rio de Janeiro) war ein brasilianischer Essayist und Philosoph.
Lins besuchte das Colégio Anglo-Americano und das Colégio Arnaldo in Belo Horizonte. 1917 zog er nach Rio de Janeiro, wo er 1930 sein Medizinstudium anschloss, als er bereits Positivist war. 1932 wurde er Sekretär der Estação Experimental de Combustíveis e Minérios, und 1937 Professor für Philosophiegeschichte an der Rechtswissenschaftlichen Fakultät der Universidade do Brasil. Während der Ära von Getúlio Vargas wurde er zum Minister des Bundesrechnungshofs ernannt, dessen Präsident er war. 1957 wurde er Mitglied der Academia Brasileira de Letras, deren cadeira 1 er besetzte.
Lins gilt als einer der bedeutendsten Verfechter des Positivismus in Brasilien.